# Атитланская поганка
Атитланская поганка, или большая пестроклювая поганка (лат. Podilymbus gigas) — вымерший вид нелетающих водных птиц из семейства поганковых (Podicipedidae). Являлась эндемиком озера Атитлан в Гватемале.

## Внешний вид
Длина атитланской поганки достигала 46—50 см. По внешнему виду и голосу эта поганка напоминала малую пестроклювую поганку. В окрасе преобладали коричневые тона с белыми пятнышками, создававшие пестроту. Низ тёмно-серый, также с белыми пятнышками. Голова почти чёрная, шея зимой покрыта тёмно-коричневыми пятнышками, летом белая. Ноги серого цвета. Зрачки коричневого цвета. Крылья недоразвиты. В одной кладке было от 1 до 5 яиц. Атитланская поганка имела высокий, уплощенный с боков светлый клюв с черной поперечной полосой. Цвет клюва варьировал от белого (зимой) до коричневого (в остальные времена года). Вид оседлый. Единственное место нахождения — озеро Атитлан в горах Гватемалы.

## Размножение
Атитланская поганка устраивала гнезда в зарослях камышей и тростников. В полной кладке одно-пять яиц. Высиживанием занимались оба партнера, пары сохраняются длительное время. 

## Вымирание
Уменьшение численности атитланской поганки началось в 1958 году. В 1960 году в озеро Атитлан были запущены малоротый и большеротый окуни, которые уничтожали пищу поганок — крабов и более мелкую рыбу, а также убивали птенцов поганки. С 1960 по 1965 годы численность поганки снизилась от 200 до 80 особей. Положение усугубилось из-за нелегальной охоты, сбора яиц и уничтожения прибрежной растительности. На некоторое время усиленные меры охраны позволили увеличить численность, но в 1976 году после сильного землетрясения уровень озера упал на пять метров. Из-за этого площадь пригодных для гнездования поганки околоводных зарослей резко сократилась. К 1983 году оставалось только 32 особи атитланской поганки.  Браконьерство довершило уничтожение вида. Примерно тогда же озеро заселил близкий, но способный к полету и широко распространенный в Америке вид — пестроклювая поганка (Podilymbus podiceps). Возможно, конкуренция и поглотительная гибридизация с более многочисленным вселенцем стали последней каплей в печальной истории самой крупной из нелетающих поганок. Последняя пара поганок погибла в 1989 году, после чего атитланская поганка была признана вымершей. По другой версии последняя поганка была замечена в 1986 году.
Основными предпосылками вымирания атитланской поганки связывают с интродукцией в озеро двух видов окуней (конкуренция за пищу и поедание птенцов), нелегальной охоты, сбора яиц и уничтожения прибрежной растительности, сокращение гнездовых местообитаний и вероятной гибридизацией с пестроклювой поганкой.

## Ареал
Распространение атитланской поганки ограничивалось единственным водоемом — озером Атитлан.